# Macintosh LC (serie)
La serie Macintosh LC è una famiglia di computer sviluppata da Apple per avere il migliore rapporto qualità-prezzo e per essere dotata di grafica a colori. Il primo modello della serie LC venne messo in commercio nel 1990. La serie LC fu la prima serie di computer Macintosh che utilizzò i case chiamati "pizza-box" per la forma simile a quella dei contenitori per le pizze da asporto. La serie LC fu la prima dotata di un computer All-In-One con monitor a colori.

#### Macintosh LC II

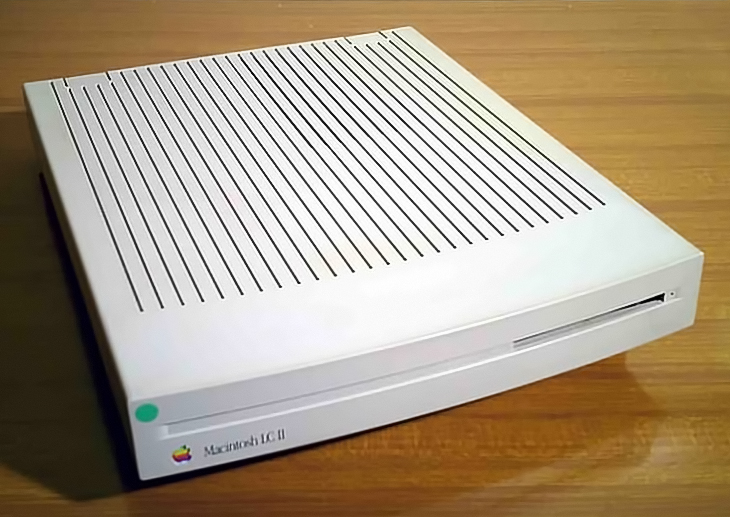

#### Macintosh LC III

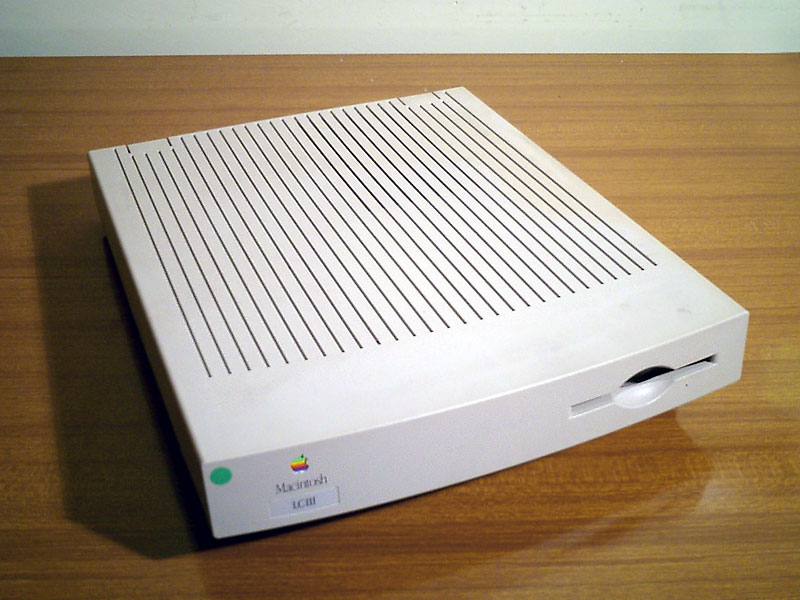

## Lista modelli

### Motorola 68030

#### Macintosh LC III Plus
Questo computer venne venduto anche con il nome di Performa 460, 466, 467. Ognuno di questi computer aveva un hardware leggermente diverso e del diverso software applicativo in regalo.

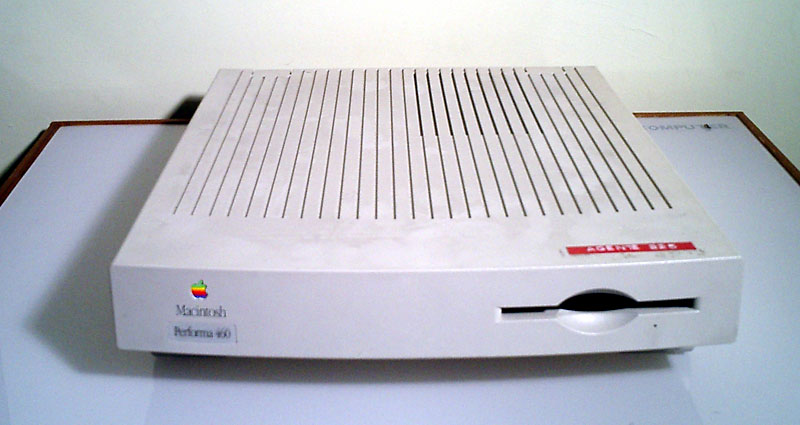

#### Macintosh LC 630

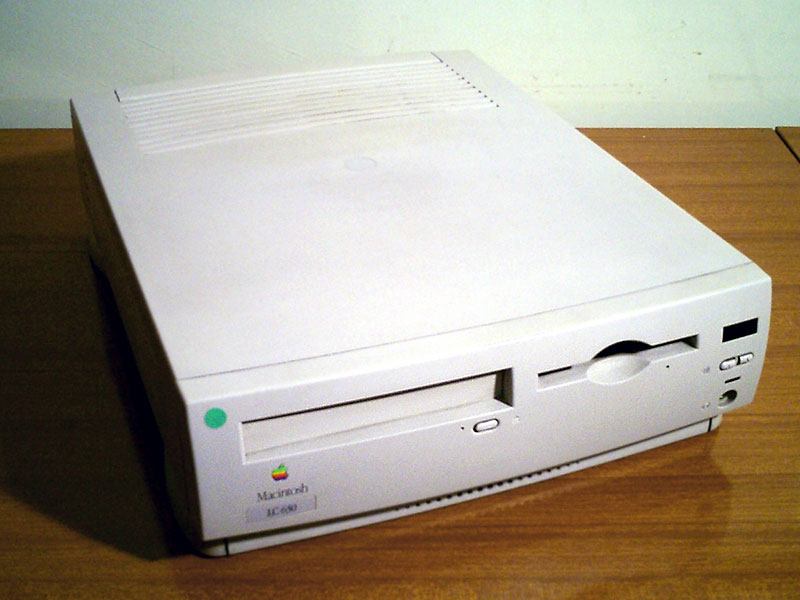

### Motorola 68LC040

#### Macintosh LC 475
Questo computer venne venduto anche con il nome di Performa 475 e Quadra 605.

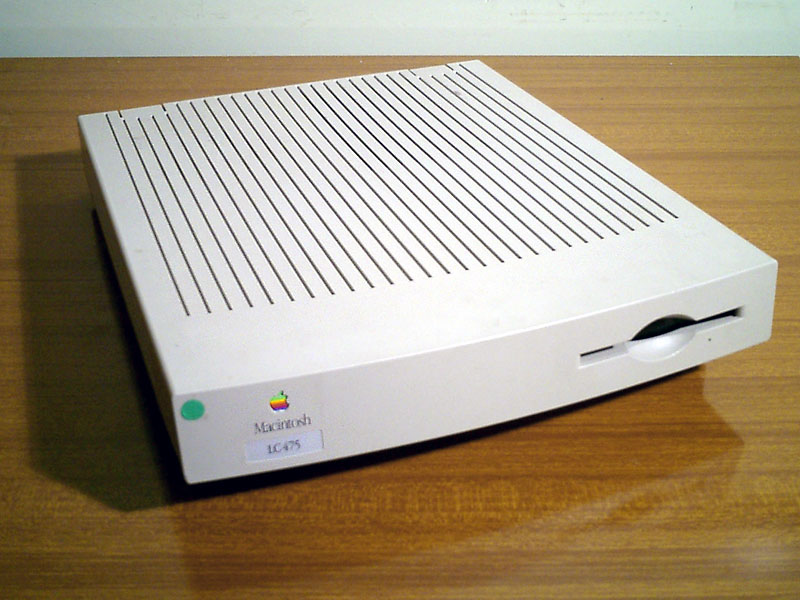

### PowerPC 603

#### Power Macintosh 5200 LC
Questo computer venne venduto anche con il nome di Performa 5200CD, 5210CD, 5215CD, 5220CD, 5260CD, 5270CD, 5280CD, 5300CD e 5320CD. Ognuno di questi computer aveva un hardware leggermente diverso e del diverso software applicativo in regalo.

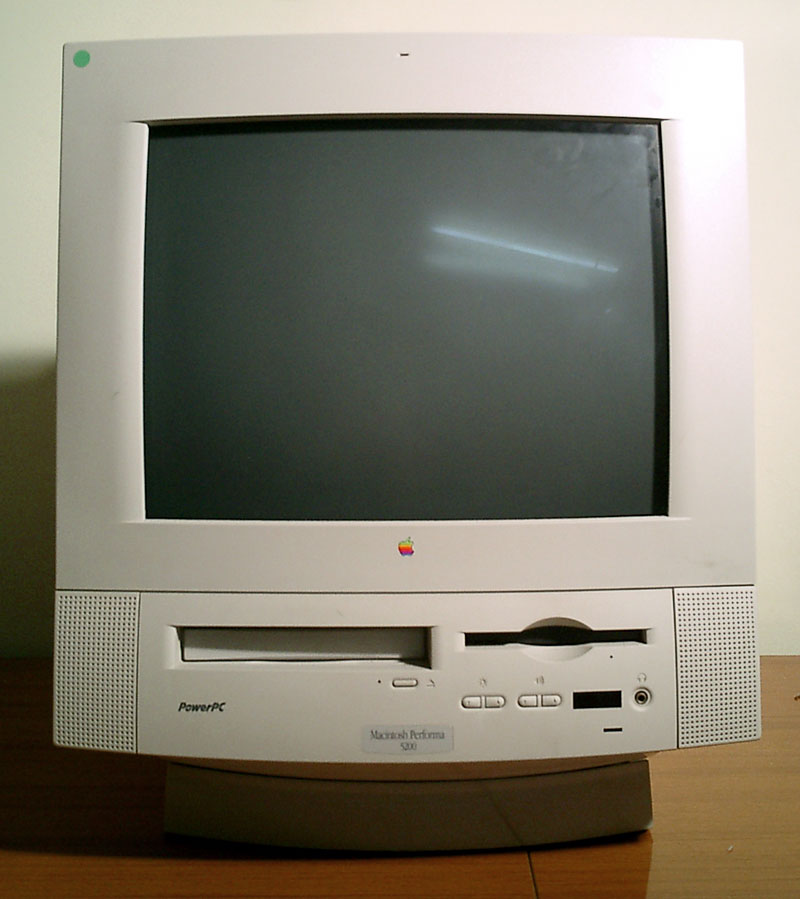

### PowerPC 603e

#### Power Macintosh 5260 LC
Questo modello fa parte anche della Famiglia Power Macintosh xx00.

#### Power Macintosh 5300 LC
Questo modello fa parte anche della Famiglia Power Macintosh xx00.

### PowerPC 603ev

#### Power Macintosh 5400 LC
Questo modello fa parte anche della Famiglia Power Macintosh xx00.